# Timothy Castagne
Timothy Castagne (* 5. Dezember 1995 in Arlon) ist ein belgischer Fußballspieler. Der Außenverteidiger steht beim FC Fulham in der Premier League unter Vertrag und ist A-Nationalspieler.

## Karriere im Klub
Castagne wurde in Arlon in der Provinz Luxemburg geboren und begann bei US SB Waitzing-Bonnert mit dem Fußballspielen, bevor er über dem FC Lorrain Arlon in die Jugend von Royal Excelsior Virton, dem größten Klub der Provinz, wechselte. Im Jahr 2011 schloss sich Castagne der Fußballschule von KRC Genk an. Am 14. September 2014 gab er unter dem schottischen Trainer Alex McLeish im Alter von 18 Jahren sein Debüt in der ersten belgischen Liga, als er beim 1:1 im Heimspiel gegen den FC Brügge durchspielte. In der Folgezeit kam er regelmäßig zum Einsatz und stand dabei zumeist in der Startelf, dabei spielte er in den meisten Fällen auch durch. Als Siebtplatzierter qualifizierte sich der KRC Genk für die Play-offs, in der der Klub mit dem zweiten Platz die Teilnahme an den Finalspielen verpasste. In der darauffolgenden Spielzeit gehörte Castagne bis einschließlich dem 14. Spieltag zu den Stammspielern in der Abwehr der Flamen, wobei er am 13. Spieltag wegen einer Gelbsperre nicht zum Einsatz kam. Daraufhin saß er zunächst auf der Bank, ehe Castagne zudem aufgrund von Kopfschmerzen, die er sich nach einer Gehirnerschütterung am 11. April 2015 zugezogen hatte, ausfiel. Am 13. März 2016 feierte er beim 4:1 im Heimspiel gegen KV Ostende sein Comeback. In der Meisterschaftsrunde belegte der KRC Genk den vierten Platz und qualifizierte sich für die Entscheidungsspiele um die Teilnahme an der 2. Qualifikationsrunde zur UEFA Europa League. Dort setzte sich der KRC Genk nach einer 0:2-Auswärtsniederlage und einem 5:1-Heimsieg gegen den RSC Charleroi durch, wobei Castagne seit dem achten Spieltag aufgrund einer Schulterverletzung fehlte. Am 21. Juli 2016 zog er sich im Rückspiel in der zweiten Qualifikationsrunde gegen Budućnost Podgorica eine Verletzung zu und verpasste somit den Saisonstart. Sein erstes Spiel nach seiner Verletzung absolvierte Castagne erst am 18. September 2016 beim 0:2 im Heimspiel gegen den RSC Anderlecht. In der Folgezeit erkämpfte er sich seinen Stammplatz zurück und erreichte mit den Flamen das Viertelfinale in der UEFA Europa League, in der der KRC Genk gegen Celta Vigo ausschied. Mit dem achten Platz qualifizierte sich Castagne für die Play-offs und erreichte mit seinem Klub als Gruppensieger die Finalspiele um die Teilnahme an den Play-offs. In besagtem Spiel schlug der KRC Genk VV St. Truiden und qualifizierte sich für das Entscheidungsspiel um die Teilnahme an der dritten Qualifikationsrunde zur UEFA Europa League, in der Genk gegen den KV Ostende verlor.
Nach sieben Jahren in Genk wechselte Castagne zur Saison 2017/18 nach Italien in die Serie A zu Atalanta Bergamo. In seiner ersten Saison in der Lombardei fand er sich häufiger auf der Ersatzbank wieder, erkämpfte sich allerdings in der Endphase der Saison einen Stammplatz und verbuchte zum Ende der Saison 20 Einsätze in der höchsten italienischen Spielklasse. In der UEFA Europa League schied Atalanta Bergamo in der Runde der letzten 32 knapp gegen Borussia Dortmund aus, dabei kam Timothy Castagne zu lediglich drei Einsätzen, in der Coppa Italia erwies sich Juventus Turin als zu groß. Atalanta Bergamo qualifizierte sich im Endeffekt für die zweite Qualifikationsrunde zur UEFA Europa League und setzte sich dort gegen den FK Sarajevo durch, schied allerdings in den Play-offs gegen den FC Kopenhagen aus. In der Folgezeit war er zunächst erneut Bankdrücker, ehe er sich in der Rückrunde einen Stammplatz erkämpfte; mit insgesamt vier Toren und zwei Vorlagen trug er zur erstmaligen Qualifikation des Klubs aus Bergamo für die UEFA Champions League bei. Zudem erreichte Atalanta Bergamo das Finale in der Coppa Italia, in dem die Lombarden gegen Lazio Rom verloren. In der Saison 2019/20 kam der Belgier regelmäßig zum Einsatz (27 Punktspiele, ein Tor) und erreichte mit den Lombarden das Viertelfinale in der UEFA Champions League, wo Atalanta knapp gegen Paris Saint-Germain ausschied (nach einer 1:0-Führung bis zur 90. Minute unterlag Atalanta Bergamo mit 1:2). Zudem qualifizierte sich der Verein über die Liga erneut für die Champions League. Er spielte in dieser Champions-League-Saison sechs Partien und erzielte ein Tor.
Im Sommer 2020 schloss er sich dem englischen Erstligisten Leicester City an und unterschrieb dort einen Vertrag bis 2025.
Im August 2023 wechselte er zum FC Fulham.

## Nationalmannschaft
Ab 2013 spielte Castagne aufsteigend in mehreren belgischen Jugendnationalmannschaften, zuletzt in der U21-Nationalmannschaft. Seit dem 7. September 2018 spielte er auch in der A-Nationalmannschaft und konnte in sieben Begegnungen bisher zwei Tore erzielen. Zur Fußball-Europameisterschaft 2021 wurde er in den belgischen Kader berufen. Bei der Fußball-Weltmeisterschaft 2022  wurde er in den drei Gruppenspielen eingesetzt, nach denen die Belgier ausschieden. Auch 2024 gehört er zum belgischen EM-Kader.

## Erfolge
- Englischer Pokalsieger 2020/21
- Englischer Superpokalsieger 2021 (ohne Einsatz)